# 古营盘遗址
古营盘遗址，位于中国青海省湟源县日月乡哈拉库村，为青海省市县级文物保护单位，公布日期为1983年6月8日，类型为古遗址。
古营盘遗址的历史年代为唐、清。